# اعتلال مرتكز العظم الشوكي
اعتلال مرتكز العظم الشوكي (بالإنجليزية: Spinal enthesopathy)‏ هو نوعٌ من اعتلال مرتكز العظم، حيثُ يؤثر على العمود الفقري.